# Tricyrtis chinensis
Tricyrtis chinensis là một loài thực vật có hoa trong họ Măng tây. Loài này được Hir.Takah.bis mô tả khoa học đầu tiên năm 2001.